# Hsziamen
Xiamen (, magyaros átírással: Hsziamen, más néven Amoj) egy szubtartományi szintű tengerparti város Fucsien (Fujian) tartományban, Kína délkeleti részén. A város a Tajvani-szoros mellett fekszik, észak felől Csüancsou (Quanzhou), dél felől Csangcsou (Zhangzhou) városa határolja. Lakosainak száma 5 163 970 fő (2020).

## Közigazgatás
Hsziamen (Xiamen) 6 kerületből áll.
- Haicang kerület (Haicang kerület) (海沧区)
- Huli kerület (湖里区)
- Csimej kerület (Jimei kerület) (集美区)
- Szeming kerület (Siming kerület) (思明区)
- Tung'an kerület (Tong'an kerület) (同安区)
- Hsziang'an kerület (Xiang'an kerület) (翔安区)

Szeming (Siming) és Huli kerületek egy különleges kereskedelmi zónát alkotnak.

## Földrajz

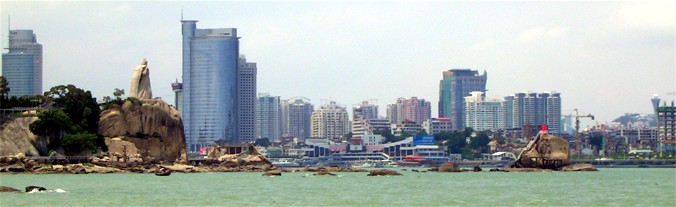
Hsziamen (Xiamen) belvárosa Kulanjü (Gulangyu)-szigetről nézve

Hsziamen (Xiamen) városa Hsziamen (Xiamen)-szigetből, Kulangjü-szigetből (Gulangyu-szigetből) és a szárazföldön a Csiulung (Jiulong) folyó deltájánál egy nagyobb területből áll. Huli kerület és a Szeming (Siming) kerület (Kulanjü (Gulangyu) nélkül) nagyobb része Hsziamen (Xiamen)-szigeten helyezkedik el, míg a többi négy kerület a szárazföldön található. Hsziamen (Xiamen)-sziget nagyon közel található Quemoy-szigethez, mely Tajvan fennhatósága alatt áll.

## Népesség
| 2020 | 5 163 970 |

### Éghajlat
Hsziamen (Xiamen) éghajlata szubtrópusi monszun, nyáron forró, télen enyhe. Az évi középhőmérséklet 21 °C, az évi átlagos csapadékmennyiség 1100 mm.

## Közlekedés
Hsziamen (Xiamen) repülőtere a Hsziamen-Kaocsi nemzetközi repülőtér (Hsziamen-Kaocsi nemzetközi repülőtér), mely a Xiamen Airlines légitársaság székhelye. Jelenleg hat külföldi városnak van közvetlen járata Hsziamen (Xiamen)be, ezek: Pinang, Kuala Lumpur, Manila, Jakarta, Oszaka, Nagoja, Tokió, Szöul, Szingapúr és Bangkok. Ezen kívül Hongkongba és Makaóba is indulnak közvetlen járatok, ezeket nemzetközi járatként kezelik. (2011 tavasza: Amszterdam)

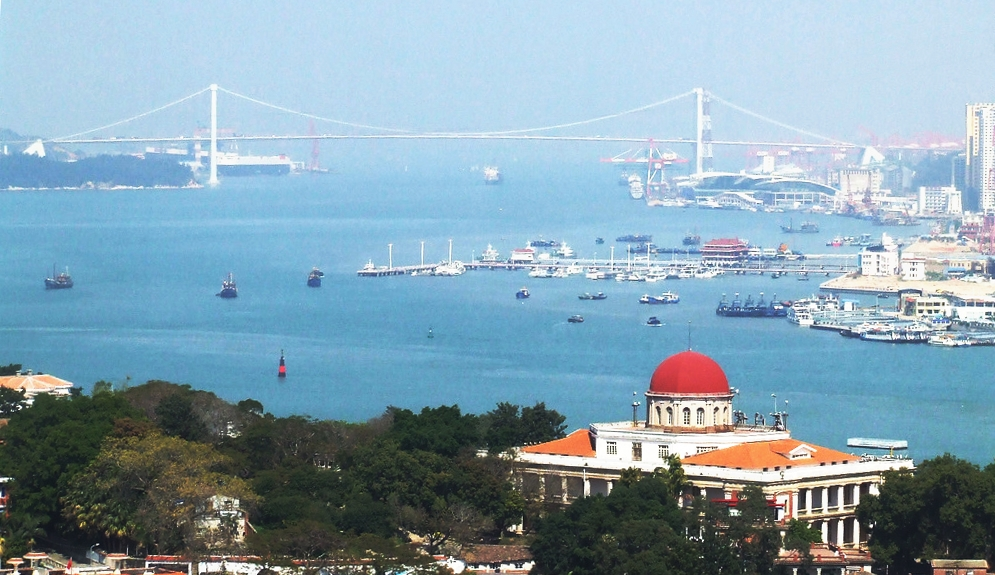
Hajcang (Haicang) híd

A Hsziamen (Xiamen)-szigetet két híd köti össze a szárazfölddel.

### Helyi közlekedés
A városban metró is működik.

## Testvérvárosok
- Cardiff, Wales, Egyesült Királyság (1983-tól)
- Szaszebo, Japán (1983-tól)
- Cebu, Fülöp-szigetek (1984-től)
- Guadalajara, Mexikó
- Baltimore, Maryland, Amerikai Egyesült Államok (1985-től)
- Wellington, Új-Zéland (1987-től)
- Pinang, Malajzia (1991-től)
- Sarasota, Florida Amerikai Egyesült Államok (várakozik)
- Mokpo, Dél-Korea (2007-től)